# SuperHeavy
SuperHeavy war eine von David Stewart, Mick Jagger, Joss Stone, A. R. Rahman und Damian Marley geschaffene Supergroup, die verschiedene Musikgenres verband.

## Gründung
Die Band gab ihre Gründung im Mai 2011 bekannt, hatte sich aber bereits 2009 zusammengefunden, um mit verschiedenen Ideen zu experimentieren. Dave Stewart hatte nach eigenen Angaben die Idee zu einer Musikgruppe, die Stile aus verschiedenen Teilen der Welt kombinieren sollte, als in seinem Wohnort in Jamaika diverse Musikrichtungen auf ihn einströmten. Daraufhin habe er sich mit Mick Jagger in Verbindung gesetzt. Diesem gefiel die Idee und es gelang den beiden, auch die anderen Bandmitglieder für das Projekt zu gewinnen, sodass sich die Musiker zu Jamsessions in einem Studio in Los Angeles trafen. Der Bandname soll zufällig entstanden sein, als Damian Marley improvisiert und „Heavy, heavy, heavy, heavy, super heavy“ vor sich hin gesungen habe. Ein Lied mit diesem Text und dem Titel Superheavy befindet sich auf dem ersten, gleichnamigen Album der Gesangsgruppe.

## Stil
Ziel der Band ist es, verschiedene Musikrichtungen aus verschiedenen Teilen der Welt zu verbinden. Das Debütalbum SuperHeavy enthält beispielsweise eine Mischung aus Reggae, Rock, Balladen und Soul-Musik sowie ein Lied in Urdu.

## Diskografie

### Studioalben
| Jahr | Titel Musiklabel             | Höchstplatzierung, Gesamtwochen, AuszeichnungChartplatzierungen (Jahr, Titel, Musiklabel, Platzierungen, Wochen, Auszeichnungen, Anmerkungen) | Höchstplatzierung, Gesamtwochen, AuszeichnungChartplatzierungen (Jahr, Titel, Musiklabel, Platzierungen, Wochen, Auszeichnungen, Anmerkungen) | Höchstplatzierung, Gesamtwochen, AuszeichnungChartplatzierungen (Jahr, Titel, Musiklabel, Platzierungen, Wochen, Auszeichnungen, Anmerkungen) | Höchstplatzierung, Gesamtwochen, AuszeichnungChartplatzierungen (Jahr, Titel, Musiklabel, Platzierungen, Wochen, Auszeichnungen, Anmerkungen) | Höchstplatzierung, Gesamtwochen, AuszeichnungChartplatzierungen (Jahr, Titel, Musiklabel, Platzierungen, Wochen, Auszeichnungen, Anmerkungen) | Anmerkungen                              |
| Jahr | Titel Musiklabel             | DE | AT | CH | UK | US | Anmerkungen                              |
| ---- | ---------------------------- | --- | --- | --- | --- | --- | ---------------------------------------- |
| 2011 | SuperHeavy A&M Records (UMG) | DE2 (9 Wo.)DE | AT1 (9 Wo.)AT | CH2 (7 Wo.)CH | UK13 (2 Wo.)UK | US26 (5 Wo.)US | Erstveröffentlichung: 19. September 2011 |

### Singles
| Jahr | Titel Album                  | Höchstplatzierung, Gesamtwochen, AuszeichnungChartplatzierungen (Jahr, Titel, Album, Platzierungen, Wochen, Auszeichnungen, Anmerkungen) | Höchstplatzierung, Gesamtwochen, AuszeichnungChartplatzierungen (Jahr, Titel, Album, Platzierungen, Wochen, Auszeichnungen, Anmerkungen) | Anmerkungen                          |
| Jahr | Titel Album                  | AT | CH | Anmerkungen                          |
| ---- | ---------------------------- | --- | --- | ------------------------------------ |
| 2011 | Miracle Worker SuperHeavy    | AT35 (12 Wo.)AT | CH63 (3 Wo.)CH | Erstveröffentlichung: 7. Juli 2011   |
| 2011 | Satyameva Jayathe SuperHeavy | — | — | Erstveröffentlichung: 9. August 2011 |